# عاشق خودت باش: او
 «عاشق خودت باش: او» (Love Yourself: 承 'Her') پنجمین آلبوم استودیویی از بی‌تی‌اس است که در ۱۸ سپتامبر ۲۰۱۷ منتشر شد.
این آلبوم در چارت کانادا به رتبه ۳ رسید، در ژاپن ۲، استرالیا ۸، و آمریکا ۷.